# Очкій Оксана Мусіївна
Оксана Мусіївна (Ксенія Мойсеївна) Очкій (1909 — ?) — українська радянська діячка, новатор сільськогосподарського виробництва, зоотехнік колгоспу «Шлях Леніна» Харківського району Харківської області. Депутат Верховної Ради УРСР 4—5-го скликань.

## Біографія
Народилася у селянській родині. Трудову діяльність розпочала у шістнадцятирічному віці прибиральницею у державній установі міста Харкова. Закінчила вечірні курси. Потім працювала нарядником на автобазі у Харкові.
Разом із чоловіком переїхала в один із радгоспів на Кіровоградщині, де працювала на тваринницькій фермі.
У 1939 році закінчила заочно зоотехнічний технікум.
До 1941 року — помічник дільничного зоотехніка; головний зоотехнік районного земельного відділу в Кіровоградській області. Навчалася заочно в сільськогосподарському інституті.
Під час німецько-радянської війни перебувала в евакуації, працювала медсестрою в одному із медсанбатів та зоотехніком у колгоспах.
З 1944 року — головний зоотехнік Великобурлуцького районного сільськогосподарського відділу Харківської області.
З 1947 року — дільничний зоотехнік, завідувачка Безлюдівської зоотехнічної дільниці Харківського району Харківської області.
З 1953 року — зоотехнік Комарівської машинно-тракторної станції (МТС) по колгоспу «Шлях Леніна» Харківського району; зоотехнік колгоспу «Шлях Леніна» Харківського району Харківської області.

## Нагороди
- орден Леніна (26.02.1958)
- ордени
- медалі
- заслужений зоотехнік Української РСР